# Thaumasura terebrator
Thaumasura terebrator är en stekelart som beskrevs av John Obadiah Westwood 1868. Thaumasura terebrator ingår i släktet Thaumasura och familjen puppglanssteklar. Inga underarter finns listade i Catalogue of Life.